# Rúpac

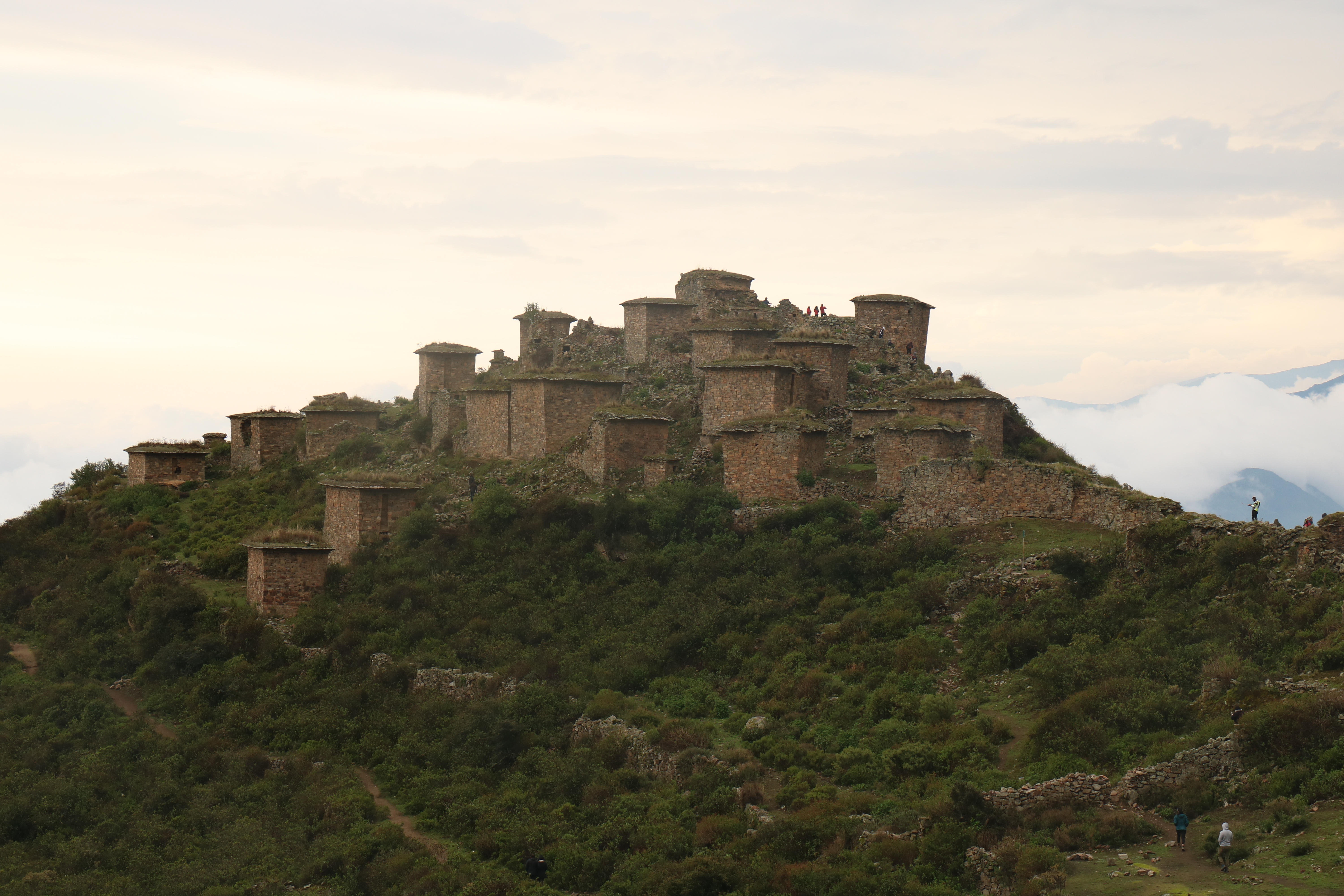
Vista de Rúpac.

Rúpac, también conocido como Rupak, es un sitio arqueológico perteneciente a la cultura de los Atavillos. Está situado en la Región Lima, provincia de Huaral, distrito de Atavillos Bajo. La construcción data alrededor del año 1200 d. C.. Las edificaciones fueron construidas de piedra.
Fue declarado Patrimonio Cultural de la Nación mediante Resolución Directoral Nacional N° 283/INC en el año 1999.

## Ubicación
Está ubicado al norte de Lima, cerca de los pueblos San Salvador de Pampas y La Florida, en el distrito de Atavillos Bajo, en la provincia de Huaral. El tiempo de viaje es de aproximadamente 3 horas desde Lima y 3 horas de caminata de Pampas a Rupak. En el pueblo alquilan burros de carga para llevar tu equipo de campamento y mochilas de viaje. El nivel de dificultad del ascenso es moderado y alcanza los 3580 m s. n. m.

## Galería

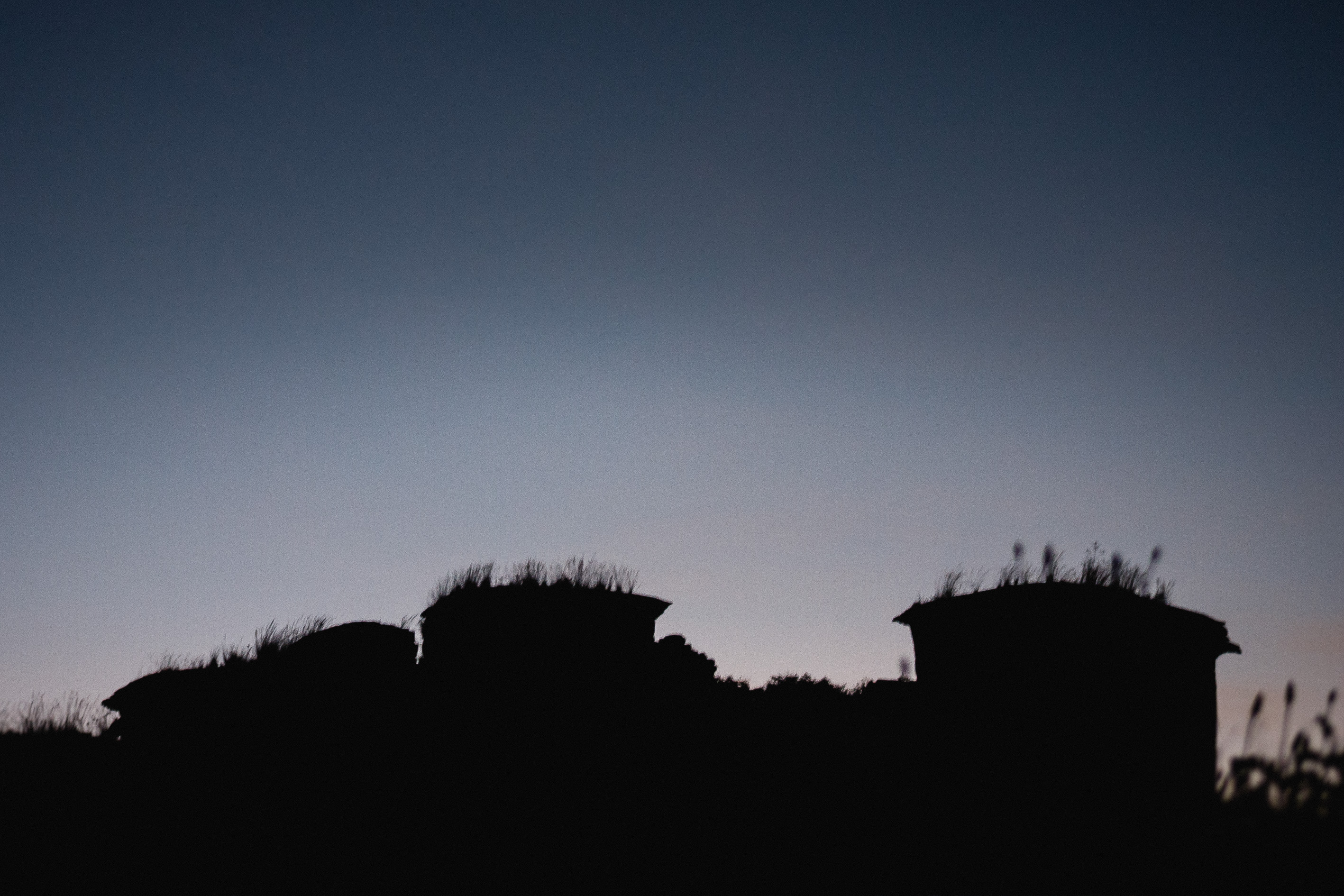
Oscurecimiento del Sitio
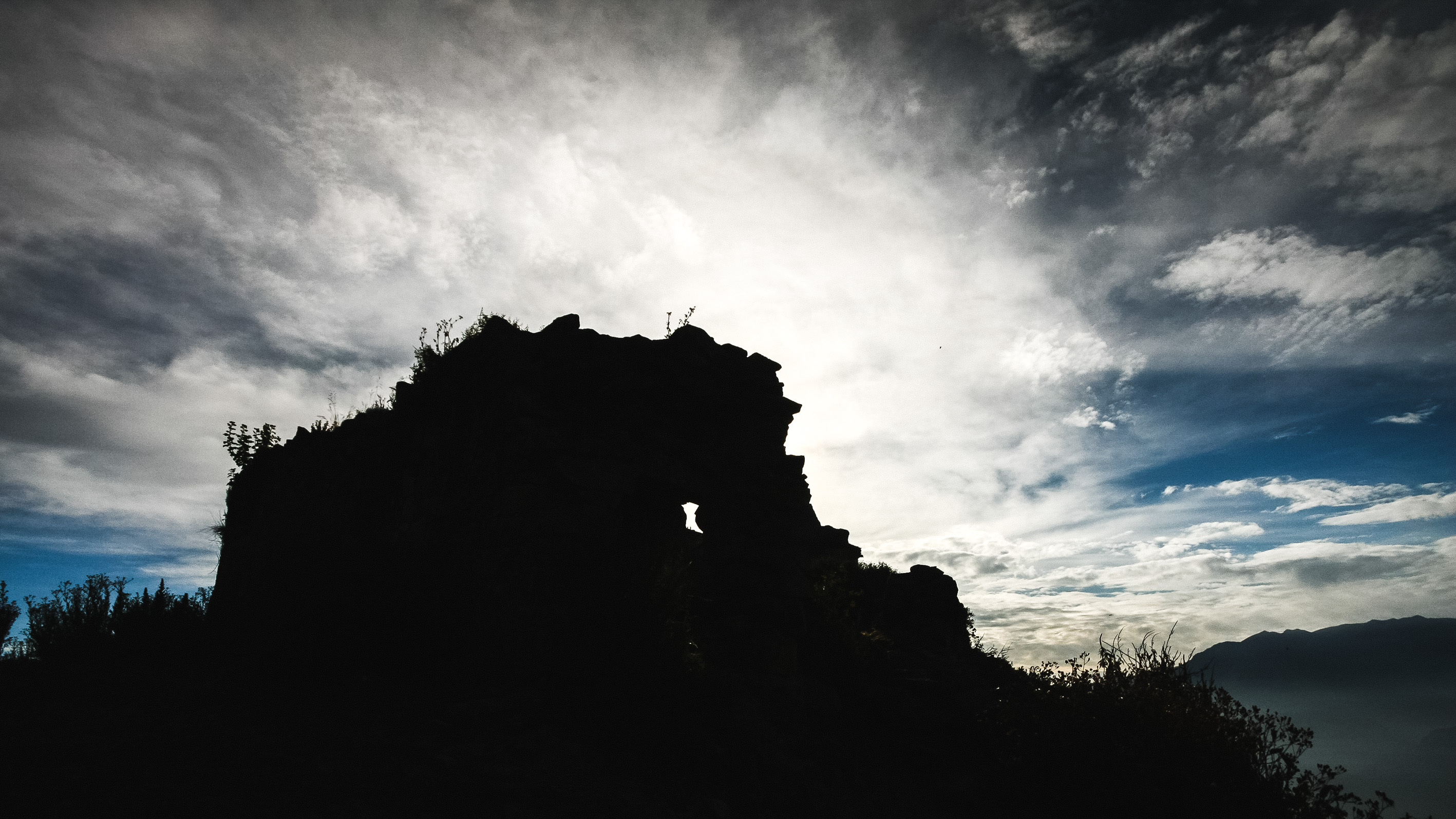
Espectáculo de luz y sombra al amanecer en Rúpac.
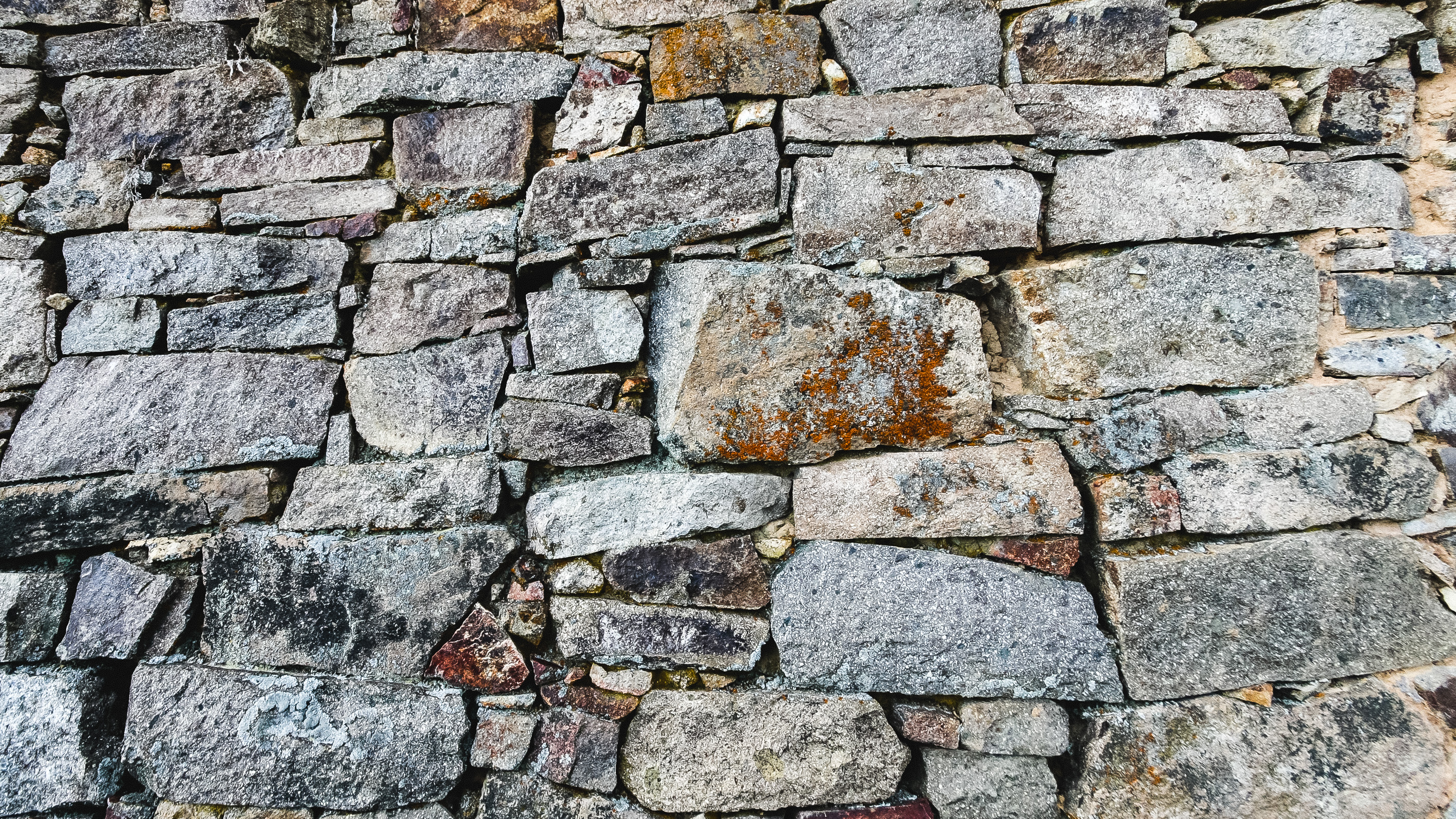
Lajas de piedra, material de construcción del Sitio.
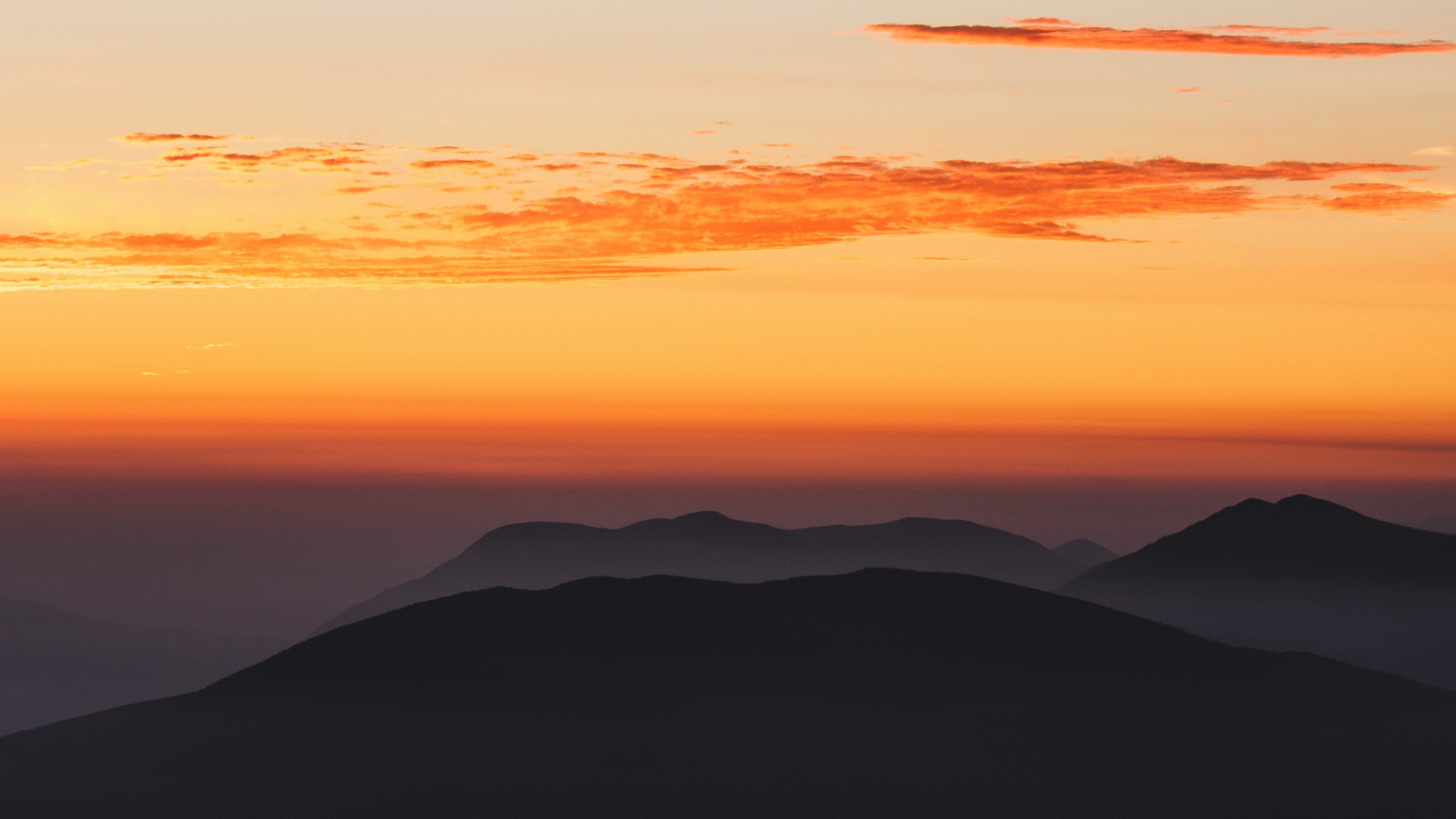
Atardecer en Rúpac.
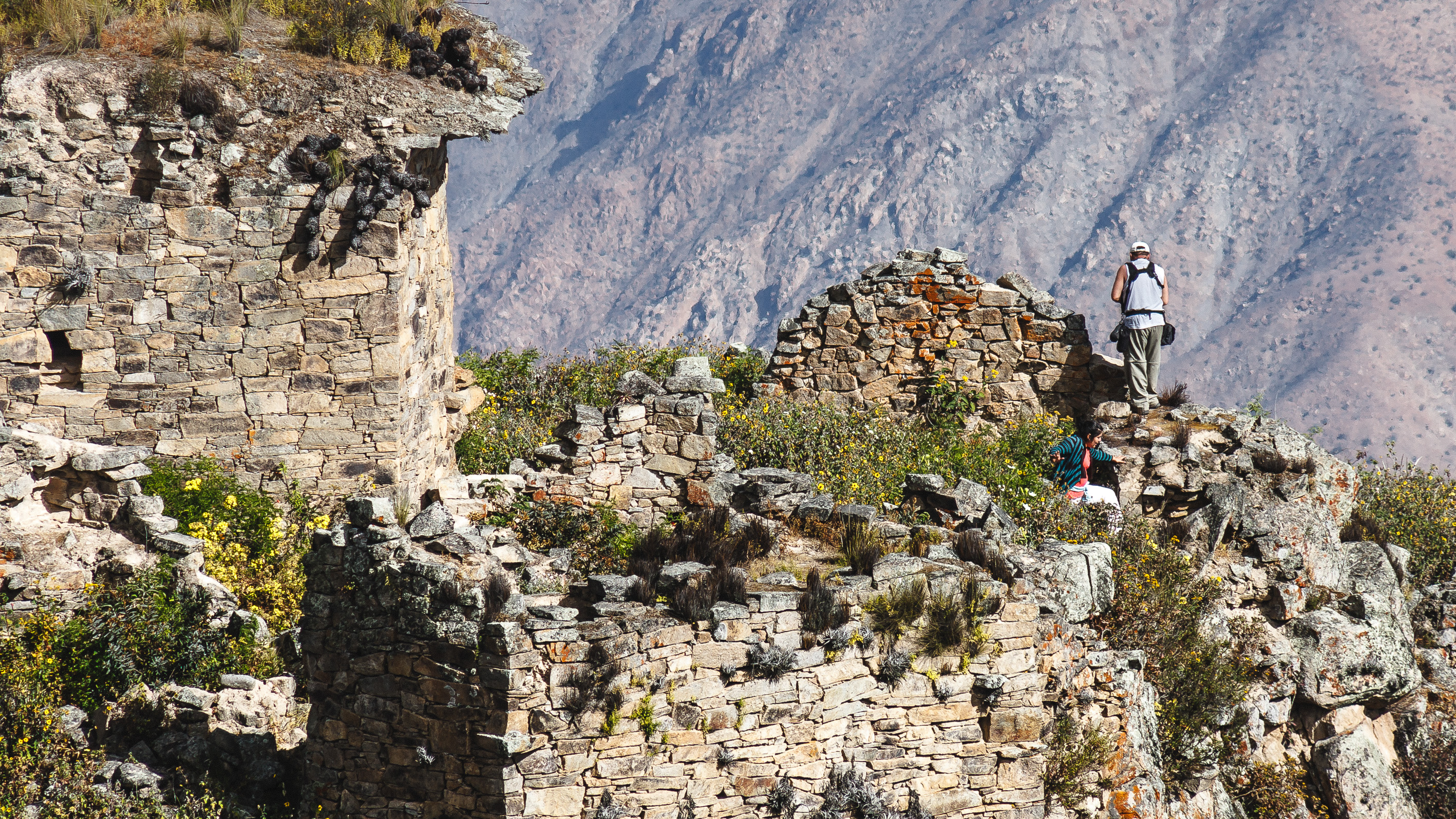
Los kullpis del Sitio
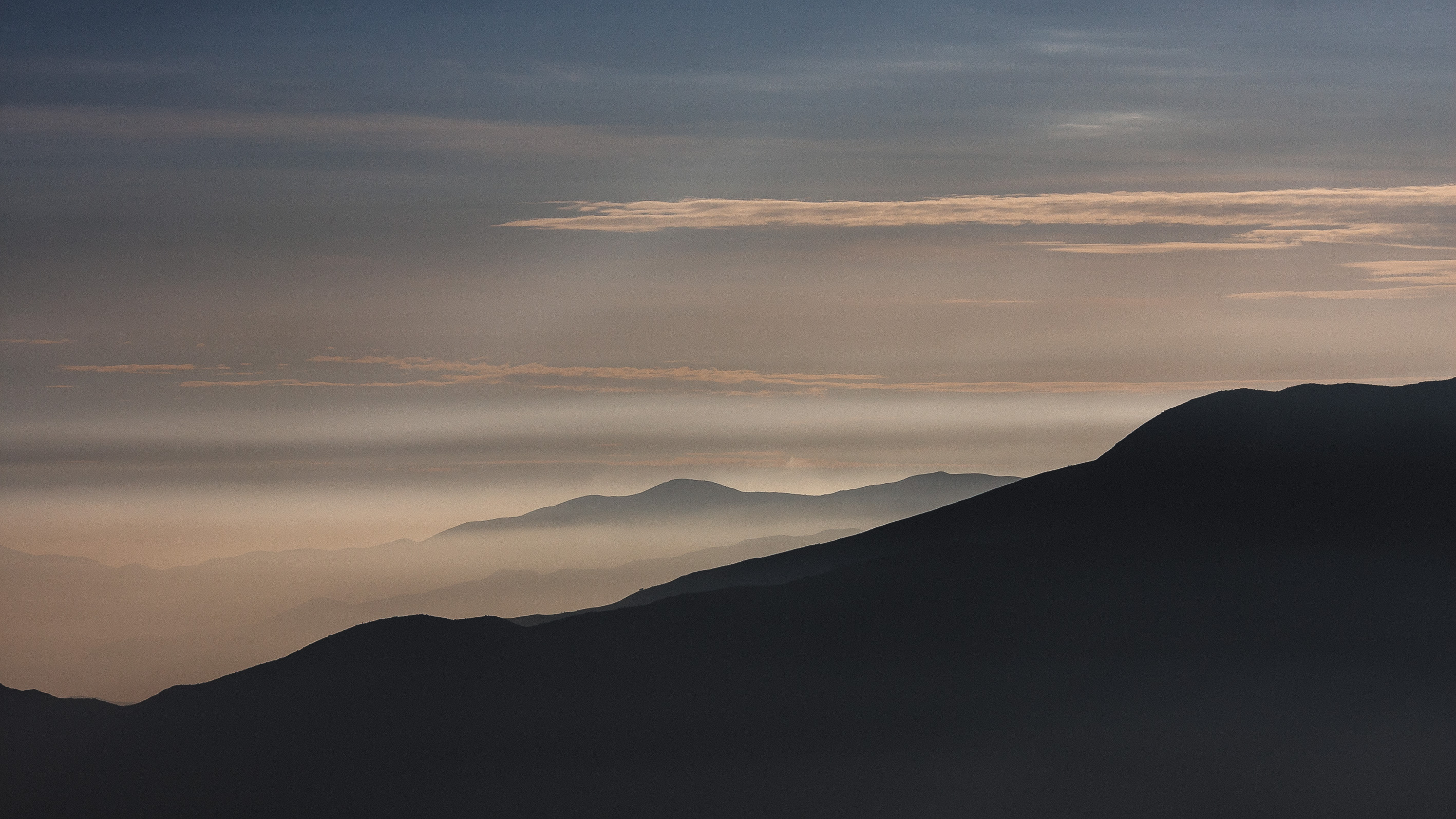
Anochecer en Rúpac.